# Hans Peter Munk-Andersen
Hans Peter Munk-Andersen (født 17. februar 1964 i Vejle) er en tidligere professionel dansk håndboldspiller. Han spillede 15 sæsoner hos KIF, hvor han i flere år besad rekorden for antal kampe med 450 spillet. Denne blev dog i 2010 overtaget af Boris Schuchel. På det danske landshold nåede han at spille 58 kampe.
H.P. kom til Kolding efter han var etableret som ungdomslandsholdsspiller. Han arbejdede i en bank i byen og fandt det derfor belejligt og desuden var ungdomslandsholdstræneren, Per Frederiksen, også træner af KIF.
Den ene sponsorlounge i Kolding Hallerne er opkaldt efter Hans Peter Munk-Andersen, nemlig HP Lounge.